# Madik Dżubal
Madik Dżubal (arab. مضيق جوبال, Maḑīq Jūbāl) – cieśnina położona pomiędzy wybrzeżem Afryki a południowo-zachodnim wybrzeżem półwyspu Synaj, łącząca Morze Czerwone z Zatoką Sueską. Stanowi popularne miejsce do nurkowania ze względu na wraki statków znajdujące się na jej dnie, wśród których najsłynniejszym jest SS Thistlegorm. W powieści Juliusza Verne'a Dwadzieścia tysięcy mil podmorskiej żeglugi okręt podwodny Nautilus wpłynął przez tę cieśninę do Zatoki Sueskiej.